# Lis Isclo d'Or
Lis Isclo d'or (titre original en occitan en graphie mistralienne ; L(e)is Isclas d'Aur en graphie classique ; en français Les îles d'or) est un recueil de poésies de Frédéric Mistral publié en 1875.
Il est qualifié de « chef-d'œuvre lyrique » par l'Encyclopædia Universalis.